# Gammarth
Gammarth (arabe : ڨمرت  [gæmɑrt]) est une ville située au nord-est de Tunis (capitale de la Tunisie). Elle est rattachée à la municipalité de La Marsa dont elle constitue un arrondissement.
Accrochée à une colline dominant le golfe de Tunis, son nom évoque principalement la zone touristique et hôtelière située à proximité de La Marsa et de Carthage.

## Géographie
Gammarth est située dans le nord de la Tunisie, à une vingtaine de kilomètres de Tunis, et se trouve entourée par une dense forêt au sud, la sebkha Ariana à l'ouest et le golfe de Tunis au nord et à l'est.
Elle se subdivise en quatre secteurs administratifs : Gammarth Village, Gammarth Supérieur, Touta Gammarth et Gammarth Relais.

## Histoire

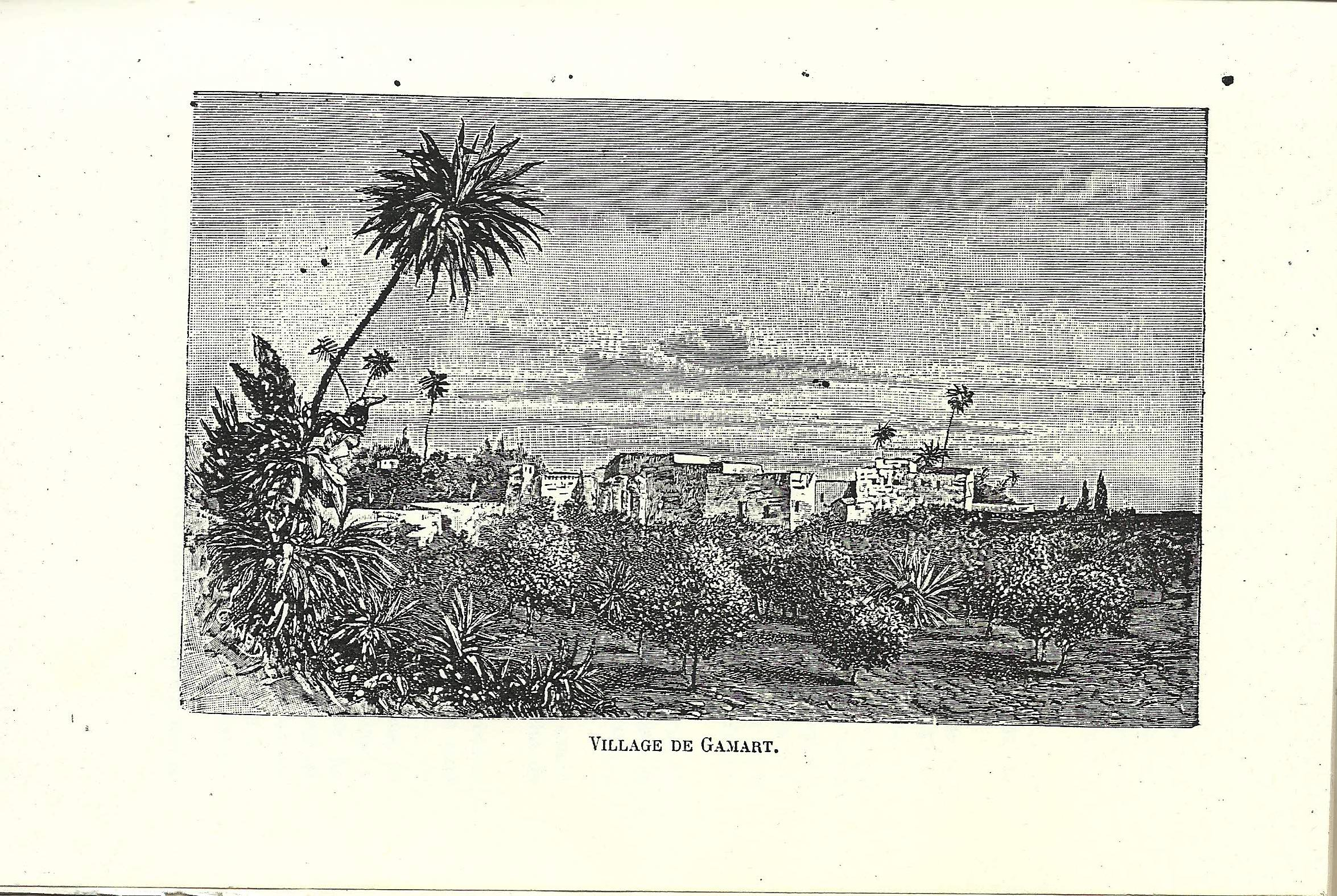
« Village de Gamart » et la nécropole juive de Carthage (1895).

La présence juive en Tunisie y est attestée par des fouilles archéologiques effectuées dès la fin du XIXe siècle. C'est ainsi qu'à Gammarth est mise au jour une nécropole juive du IIe siècle. On y retrouve aussi des vestiges de l'époque romaine sous forme de colonnes et de temples qui montrent l'importance de la ville à l'époque du fait de son rôle dans la surveillance de la mer Méditerranée voisine. 
Sous le règne des beys husseinites, Gammarth est habitée par des agriculteurs et recherchée par les notables citadins tunisois. La localité connaît alors un essor rapide entre la fin du XVIIIe siècle et le début du XIXe siècle, quelques dignitaires choisissant le Cap Gammarth pour élever de luxueuses résidences de style arabo-musulman et italianisant au milieu des vergers et jardins, comme celles de Mohamed Ben Ali Turki et Mustapha Khodja suivis par Mahmoud Djellouli, Mohamed Mestiri et Mohamed Ben Ayed.
Plus récemment, des obus sont retrouvés, témoignant des combats acharnés pendant la Seconde Guerre mondiale, tout comme les anciens bunkers utilisés par la Wehrmacht le long de la plage. Le 5 janvier 1944, Gammarth est choisie pour la construction d'un cimetière militaire français construit sur une surface de sept hectares sur les hauteurs de la ville. Il est entretenu par le Service des anciens combattants de l'ambassade de France. De nombreuses personnalités importantes s'y sont rendues pour s'y recueillir et y déposer une gerbe en mémoire des soldats morts pour la France, notamment Jacques Chirac en 2006.
Actuellement, Gammarth est devenue le pivot des zones touristiques de Raoued et La Marsa et le point de rendez-vous des classes aisées, en témoignent l'apparition récente de quartiers résidentiels et lotissements de luxe.

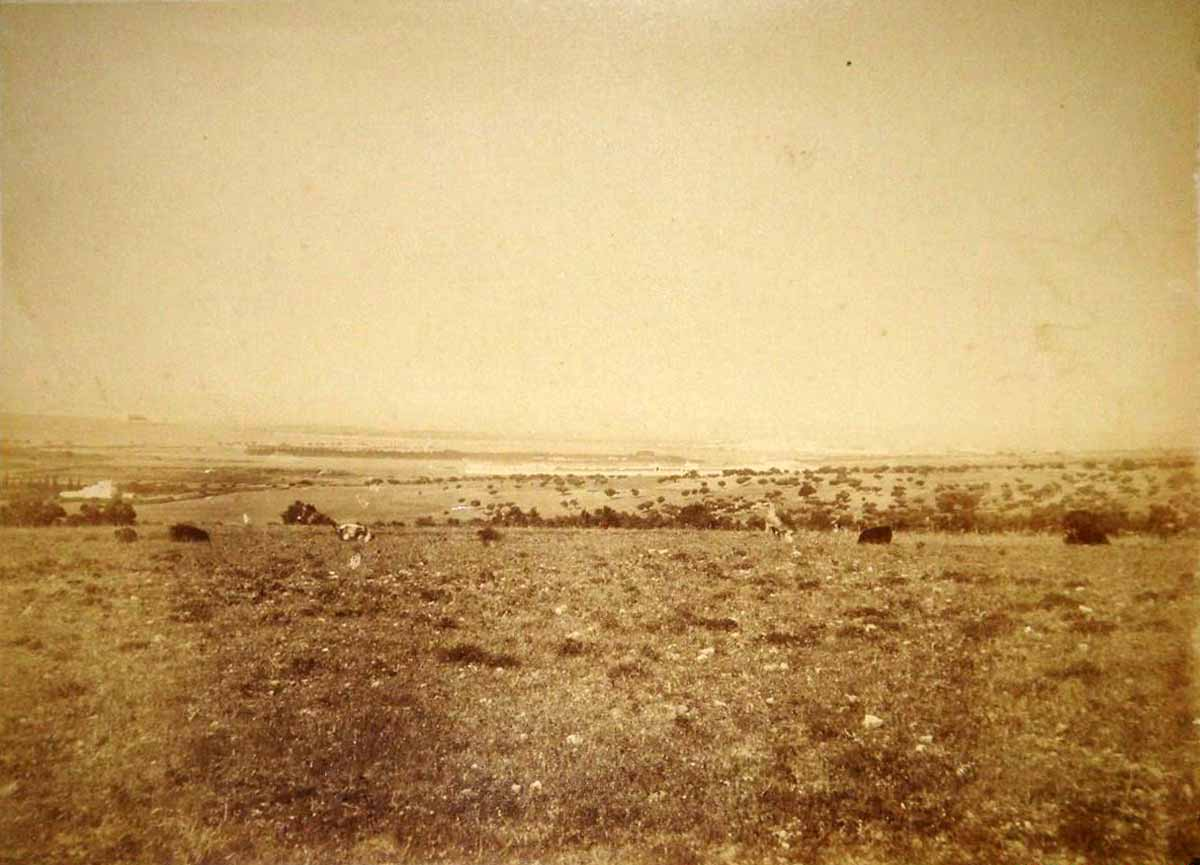
Pentes du Jebel El Khaoui vers 1880
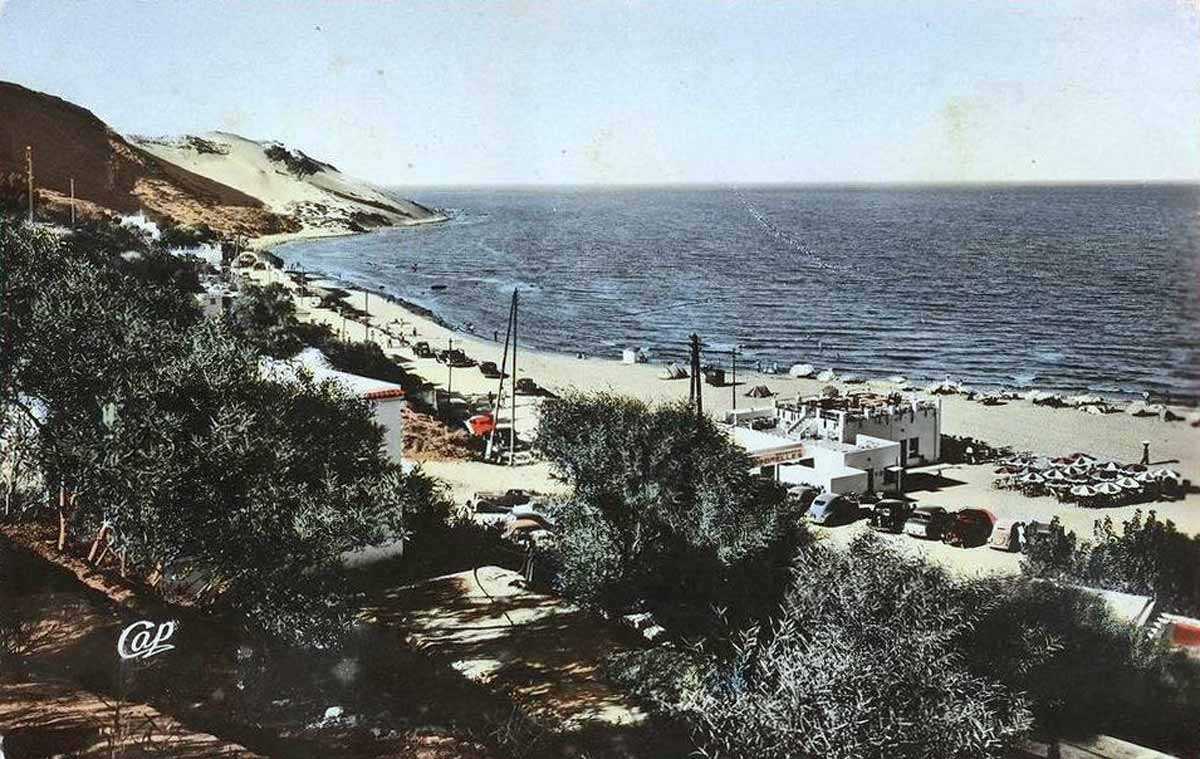
Plage des ombrelles vers 1950
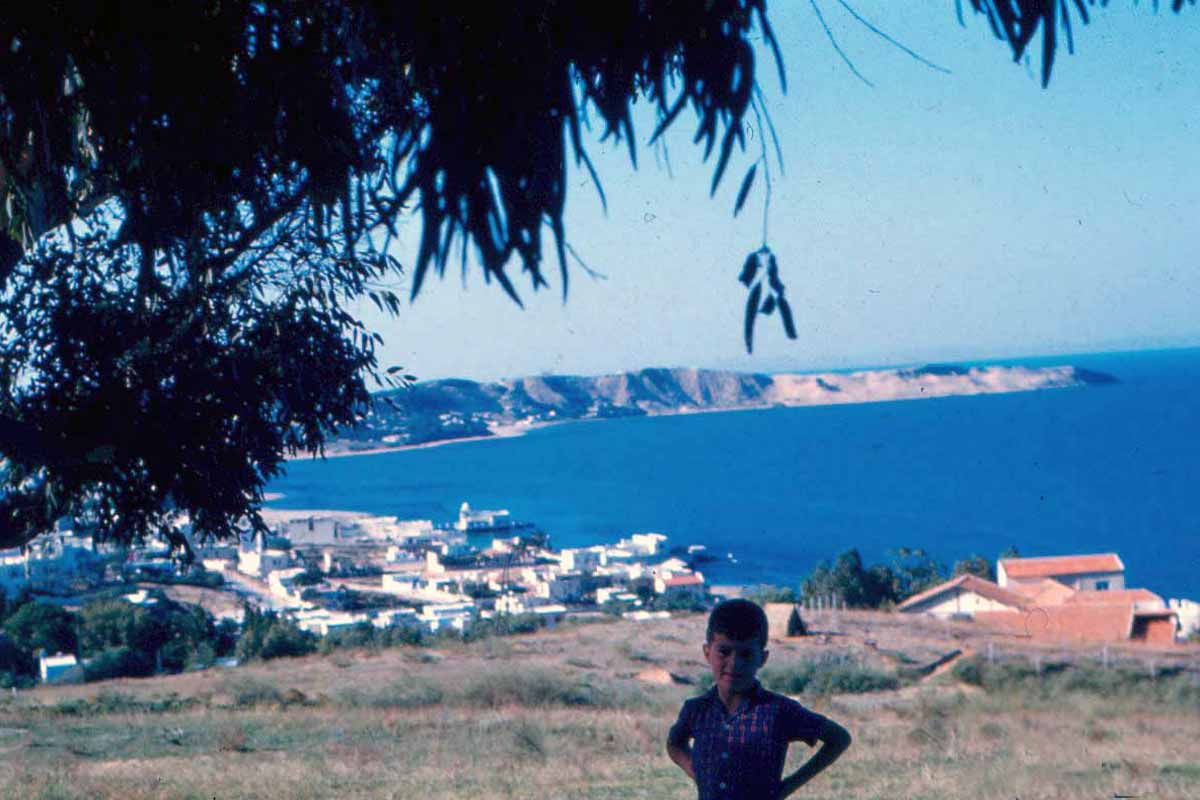
Vue du cap et de la dune en 1954

## Urbanisme
Gammarth s'est développée très largement en suivant le modèle des villes américaines[réf. nécessaire] : une grande zone d'activités en son centre entourée par des lotissements résidentiels entourés par d'immenses champs agricoles. La ville est également quadrillée par un système de routes en développement, notamment de nouvelles voies rapides comme la « route du Relais ». On peut diviser Gammarth en plusieurs parties : une forêt, des quartiers résidentiels de luxe — situés sur la colline en bordure de la forêt — bâtis dès le début du XXIe siècle, un village situé à l'opposé (toujours en bordure de la forêt), des habitations réservées à la classe moyenne (au nord de la forêt) — zone apparue très tôt — et le centre symbolisé par la présence de commerces et services de l'État au nord-est.

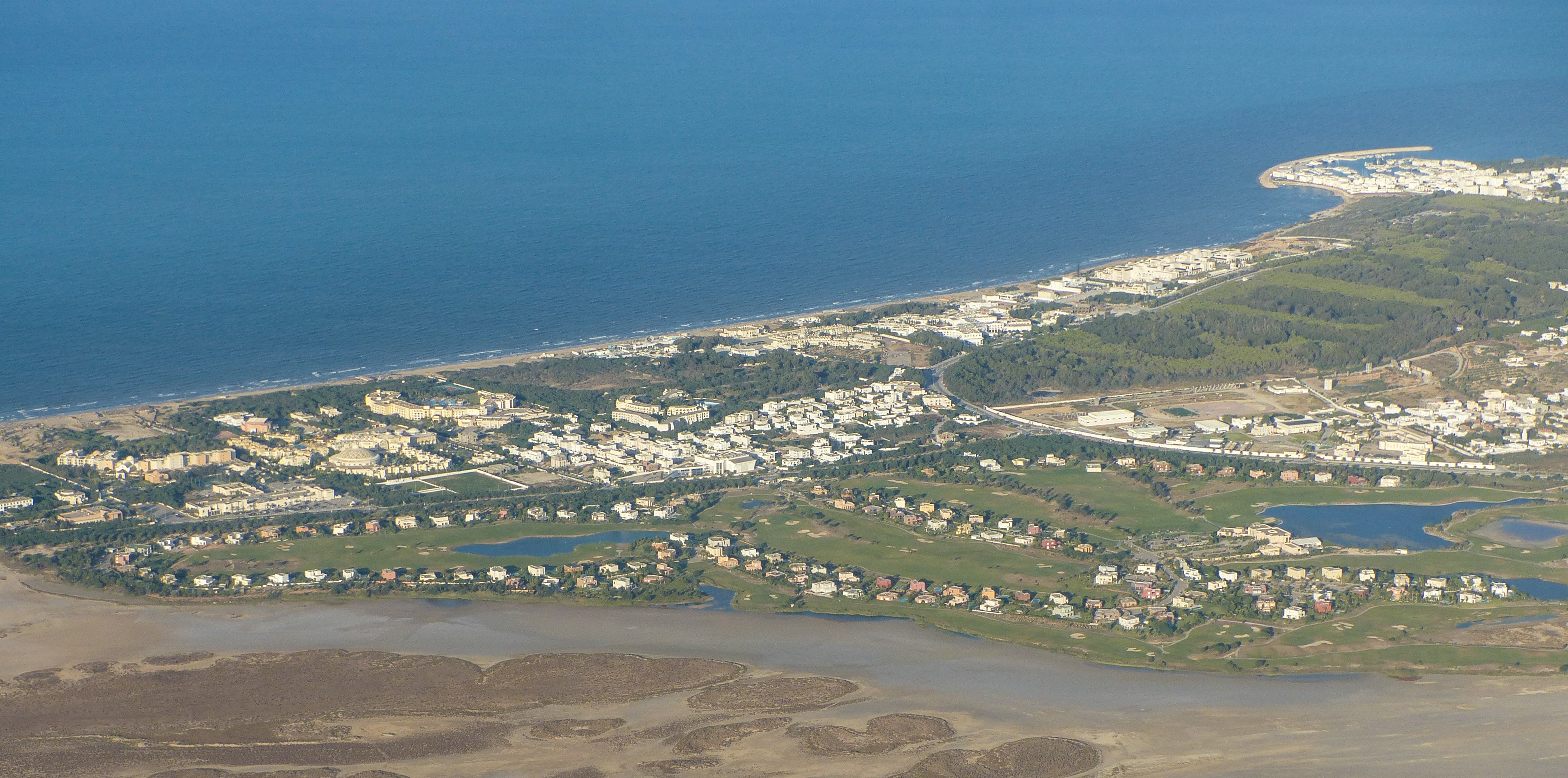
Projet d'urbanisme bâti sur des terrains gagnés sur la sebkha Ariana.

Cette dernière se trouve à l'emplacement du noyau d'origine de la cité. Des nouveaux projets immobiliers sont en cours de construction comme celui de la baie de Gammarth autour du nouveau port de plaisance ou encore le projet construit sur le flanc de la sebkha Ariana.

## Démographie
Les habitants de Gammarth, qui portent le titre de Gammarthois, sont des paysans mais surtout des petits salariés. Certains ont ouvert leur propre commerce (vente de légumes, boucherie ou encore épicerie). Avec l'ouverture en 2000 du centre professionnel de Gammarth, la population est dynamisée par l'afflux d'étudiants aussi bien tunisiens qu'étrangers — près d'un sur vingt est d'origine camerounaise, ivoirienne ou encore malienne — qui entraîne un véritable boom économique avec la création de restaurants, taxiphones, cafés et autre lieux de détente. Dans ce contexte, la municipalité a aménagé des logements pour étudiants.

## Économie

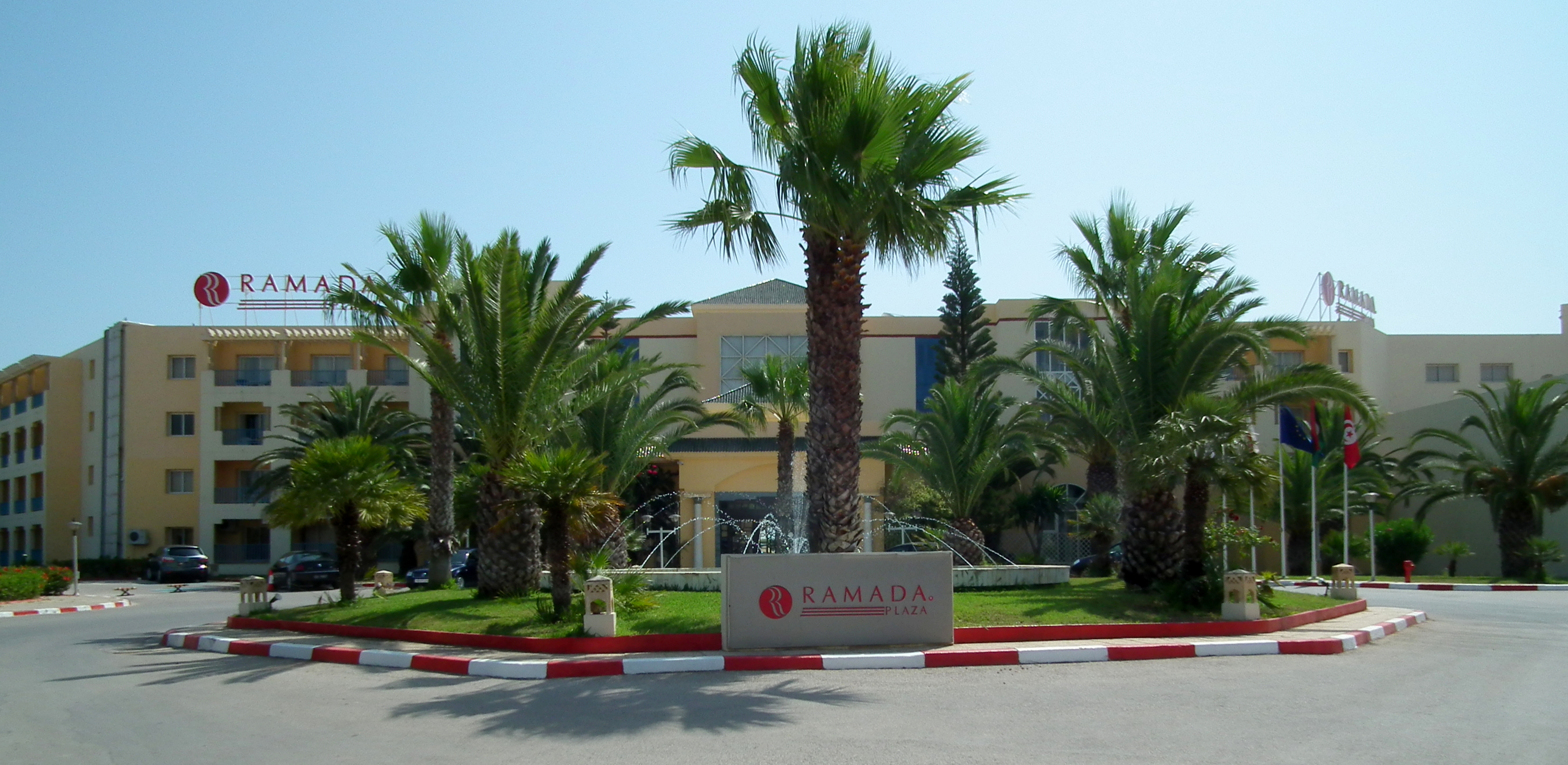
Hôtel de Gammarth.

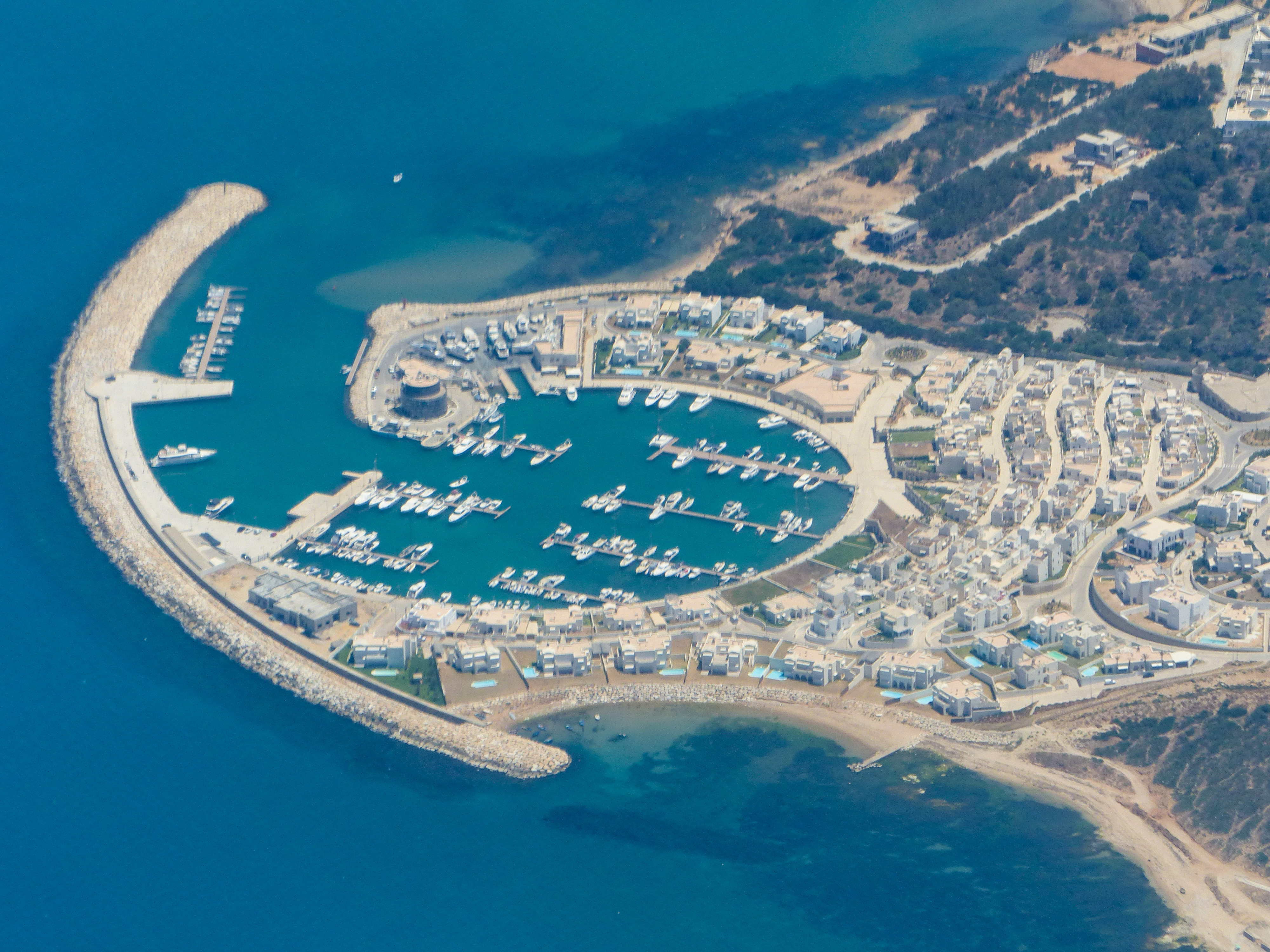
Vue aérienne du port de plaisance de Gammarth.

Gammarth propose divers commerces et abrite le siège de plusieurs sociétés exportatrices, notamment dans les secteurs du textile et de la manutention. Le textile est sans doute le domaine le plus représenté avec la présence, outre d'usines destinées à l'exportation, de petits ateliers de confections s'adressant au marché intérieur.
La ville bénéficie surtout de son environnement touristique tout en ne demeurant pas dépendante de ce secteur[réf. nécessaire] grâce à ses champs agricoles, aux matières premières comme le bois et à son tissu commercial.

## Culture
Au vu de sa petite taille, on ne peut parler réellement d'une culture propre à Gammarth, cette dernière comme d'autres villes voisines étant très influencée par la capitale Tunis.
Avec son site international de moto-cross, Gammarth a organisé à plusieurs reprises des championnats attirant des pilotes étrangers. Les nombreux terrains de football ont accueilli à plusieurs reprises des matchs officiels, notamment un match amical de solidarité entre l'Espérance sportive de Tunis et une équipe locale. En 2003, dans le but de proposer de nouvelles activités à la jeunesse locale, le maire inaugure un centre pour jeunes qui propose de nombreuses activités intellectuelles comme un club d'échecs, une troupe de théâtre ou une petite bibliothèque.